# Клинец (Житомирская область)
Клинец (укр. Клинець) — село на Украине, основано в 1867 году, находится в Овручском районе Житомирской области. Расположено на реке Болдунка.
Код КОАТУУ — 1824285802. Население по переписи 2001 года составляет 245 человек. Почтовый индекс — 11133. Телефонный код — 4148. Занимает площадь 0,098 км².

## Адрес местного совета
11133, Житомирская область, Овручский р-н, с. Песчаница, ул. Сергея Базильчука, 1